# Pseudaletia evansi
Pseudaletia evansi là một loài bướm đêm trong họ Noctuidae.